# Eduardo Talero
Eduardo Talero (Bogotá, Colombia, 1869 – Buenos Aires, Argentina, 22 de septiembre de 1920) funcionario público, escritor y periodista colombiano radicado en la provincia de Neuquén, Argentina.

## Biografía

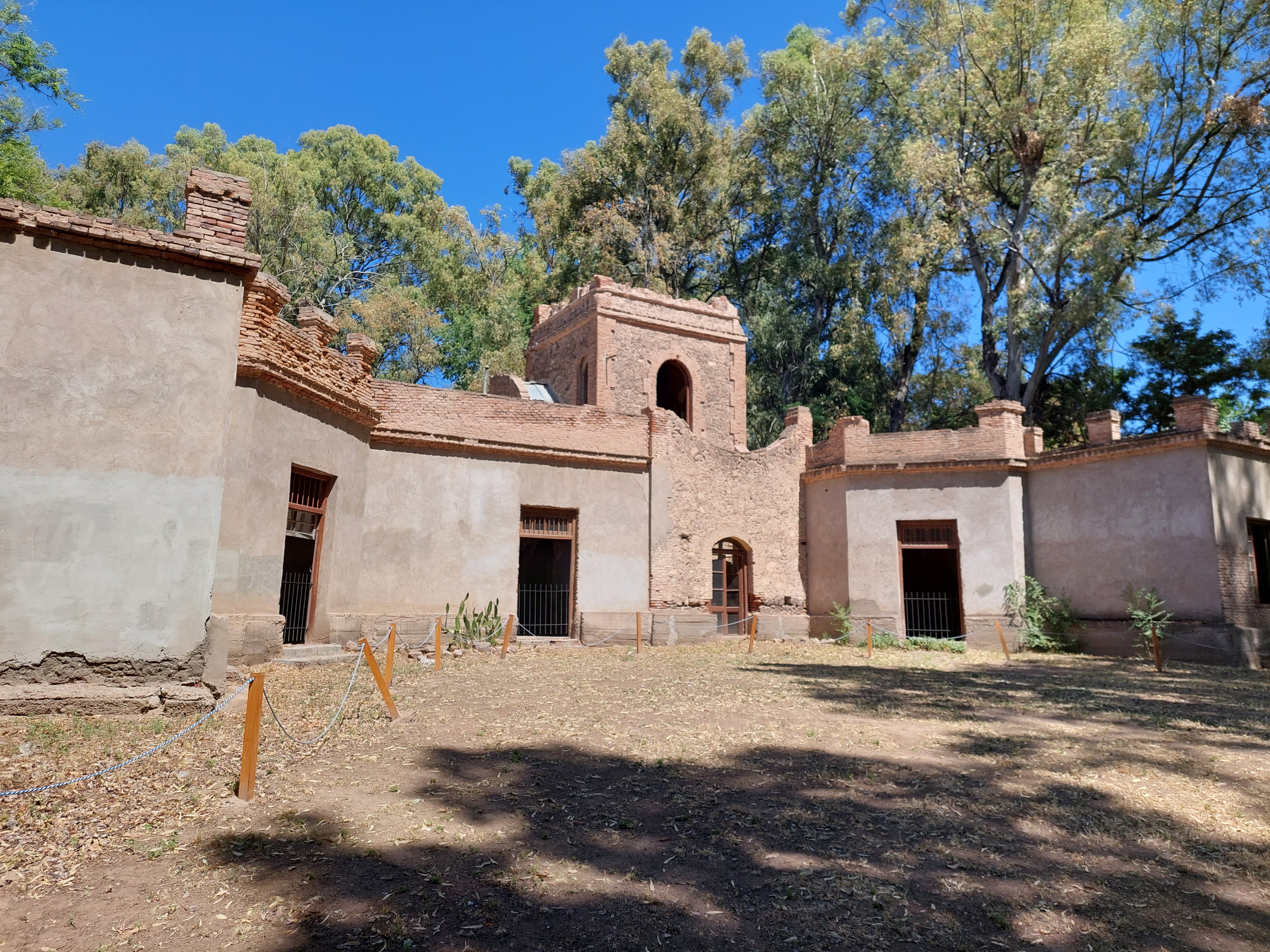
Torre Talero, Neuquén. Fue construida por Eduardo Talero, actualmente se encuentran sus ruinas.

Eduardo Talero era sobrino del presidente de Colombia Rafael Núñez. Cuando Talero tenía 25 años, su tío lo condenó a muerte porque lo acusaba de encabezar manifestaciones contra su gobierno, cuando éste quería hacer una reforma constitucional para eliminar el federalismo colombiano e imponer un sistema de gobierno centralista y conservador.
Eduardo Talero, encarcelado, es indultado y exiliado de Colombia, gracias al pedido de su madre y hermana de Núñez. Luego de pasar por varias ciudades latinoamericanas, Talero empieza a trabajar en Buenos Aires como periodista y fue corresponsal del diario La Nación. 
Más tarde fue Cónsul General de Ecuador por parte del gobierno argentino, luego fue nombrado Secretario de la Gobernación del Territorio de Neuquén, en Chos Malal, y luego se traslada hacia lo que hoy es la ciudad de Neuquén.

## Obras
- Talero, Eduardo (1898). Poesías. Buenos Aires: Imprenta Galileo.
- Talero, Eduardo (1907). Voz del desierto. Edicion de la «Sociedad de Escritores» de Buenos Aires. Buenos Aires: Casa Editora é Impresora M. Rodríguez Giles.
- Talero, Eduardo (1919). Amado Nervo. Ediciones selectas América. Buenos Aires: Talleres Gráfico A. Ferrool.